# Mori Eskandani
Mori Eskandani (in persiano موری اسکندانی‎; 29 gennaio 1956) è un giocatore di poker e produttore televisivo iraniano naturalizzato statunitense.
Nato in Iran e trasferitosi negli Stati Uniti a 18 anni, è divenuto un affermato produttore televisivo di programmi legati al poker sportivo, che hanno contribuito a rendere molto popolare il gioco. Tra essi: le WSOP, il National Heads-Up Poker Championship, Poker After Dark.
Per tale ragione, nel 2018 è stato inserito nella Poker Hall of Fame.